# ملحمة تانيا الآثمة: الفلم
ملحمة تانيا الآثمة: الفيلم (باليابانية: 劇場版 幼女戦記، بالروماجي: Gekijōban Yōjo Senki) هو فيلم أنمي مقتبس من سلسلة الرواية الخفيفة ملحمة تانيا الآثمة، ويتابع الفيلم أحداث الأنمي الذي عرض في عام 2017. عرض الفيلم في اليابان في 8 فبراير عام 2019.

## القصة
تدور أحداث القصة في عام 1926، حيث عادت تانيا وكتيبتها إلى بعد هزيمة جيش الجمهورية الحرة.

## الأداء الصوتي
| الشخصية                        | الأداء الصوتي   |
| ------------------------------ | --------------- |
| كيرت فون رودرسدورف             | تيشو غيندا      |
| ماثيوس يوهان وايس              | دايكي هامانو    |
| بيير ميشيل دي لوغو             | تاكايا هاشي     |
| فيكتوريا إيفانوفنا سيريبرياكوف | ساوري هايامي    |
| راينر نيومان                   | دايتشي هاياشي   |
| ويليبالد كونيغ                 | جون كاساما      |
| فورين غرانتز                   | يوسكي كوباياشي  |
| سيفرين بينتوت                  | ريوكان كوياناغي |
| إريك فون ريوجين                | شينيتشيرو ميكي  |
| إسحاق داستن دريك               | بينبين تاكاوكا  |
| أديلهيد فون شوغل               | نوبوؤو توبيتا   |
| ماري سيوكس                     | هاروكا توماتسو  |
| تانيا فون ديغوريشاف            | آوي يوكي        |
| هانز فون زيتور                 | هوتشو أوتسوكا   |

## وصلات خارجية
- مقالات تستعمل روابط فنية بلا صلة مع ويكي بيانات